# شهرستان فنگکای
فنگکای (به لاتین: Fengkai County) یک شهرستان در جمهوری خلق چین است که در ژاوکینگ واقع شده‌است.